# Patria nad Odrzechową
Patria nad Odrzechową este o arie protejată (sit de importanță comunitară — SCI) din Polonia întinsă pe o suprafață de 572,89 ha, integral pe uscat.

## Localizare
Centrul sitului Patria nad Odrzechową este situat la coordonatele 49°33′00″N 22°01′13″E / 49.5501°N 22.0202°E.

## Înființare
Situl Patria nad Odrzechową a fost declarat sit de importanță comunitară în octombrie 2009 pentru a proteja 3 specii de animale.

## Biodiversitate
Situată în ecoregiunea continentală, aria protejată conține 2 habitate naturale: Păduri de fag Asperulo-Fagetum, Păduri de stejar și carpen Galio-Carpinetum.
La baza desemnării sitului se află mai multe specii protejate:
- amfibieni (1): izvoraș-cu-burta-galbenă (Bombina variegata)
- nevertebrate (2): Carabus variolosus, Cucujus cinnaberinus